# Leptogenys strator
Leptogenys strator é uma espécie de formiga do gênero Leptogenys, pertencente à subfamília Ponerinae.